# Румынская кампания (1916—1917)
Румы́нская кампа́ния — одна из кампаний Первой мировой войны, в которой румынская и русская армии противостояли армиям Центральных держав.
В западной историографии рассматривалась как эпизод войны на Балканском театре военных действий; в российской (советской) — как часть Восточного фронта Первой мировой войны.
Вступление Королевства Румыния в августе 1916 года в войну на стороне Антанты не усилило, а, наоборот, ослабило её. Румынская армия проявила себя как крайне слабая союзница, что вынудило Россию направить значительные силы ей на помощь. Несмотря на это, австро-венгерским и германским войскам удалось уже к концу 1916 года оккупировать большую часть румынской территории и овладеть столицей страны — Бухарестом.

## Предыстория

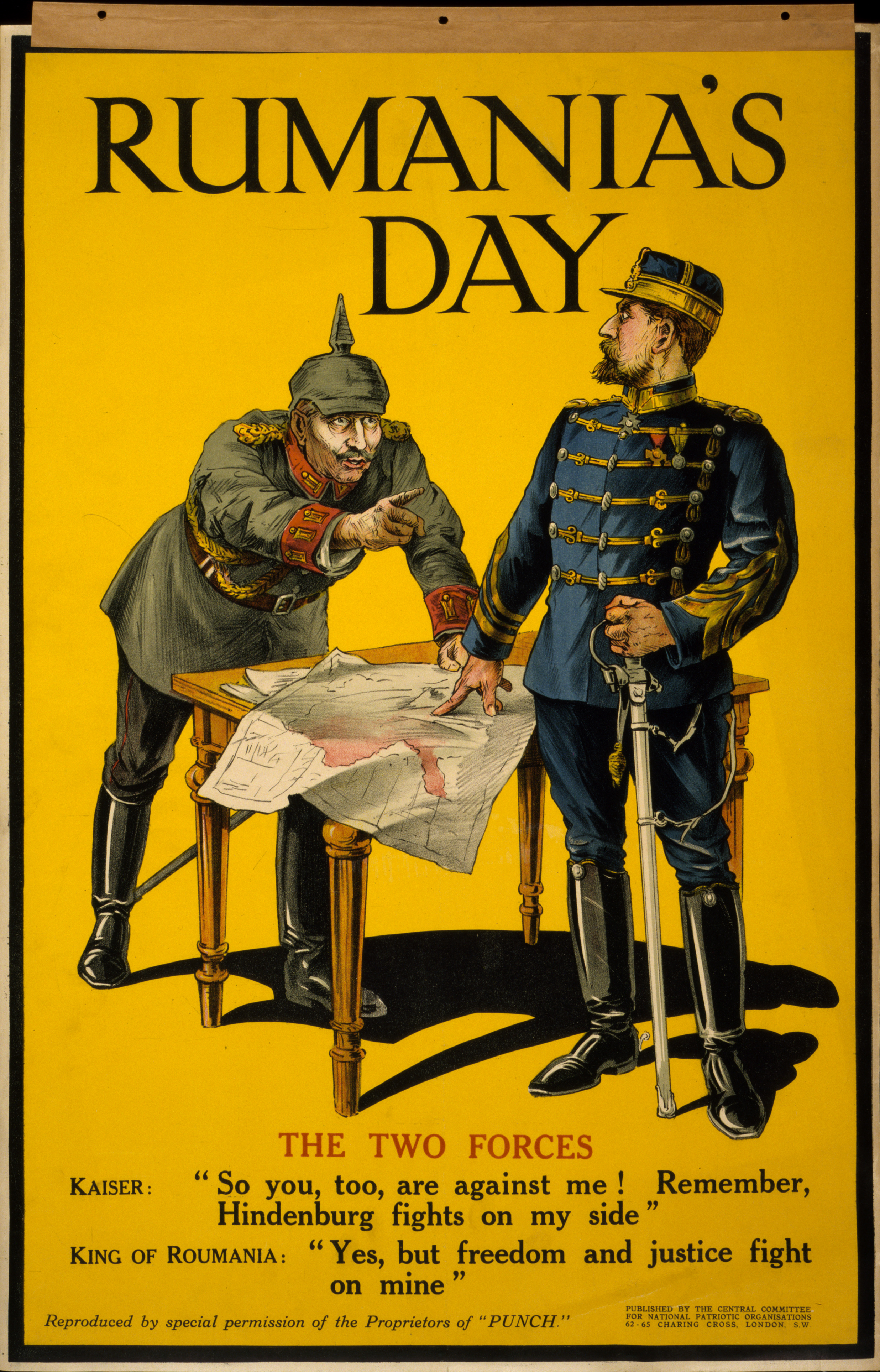
«Кайзер: „Итак, вы тоже против меня! Помните, что Гинденбург на моей стороне“
Король Румынии: „Да, зато свобода и справедливость на моей“»
Британский плакат.

В политических и военных кругах воюющих стран господствовало мнение, что вступление в войну малых государств сможет существенно изменить ход событий. Поэтому Антанта на протяжении долгого времени пыталась перетянуть Румынию на свою сторону. С начала мировой войны правительство страны заняло позицию «вооружённого выжидания», хотя с 1883 года Румыния входила в союз центральных держав; в то же время, оно приступило к переговорам с Антантой. Обретшая в 1877 году независимость Румыния находилась в этническом конфликте с Австро-Венгрией. Вступая в войну, она рассчитывала на аннексию ряда территорий Австро-Венгрии, населённых в основном румынами — Трансильвании, Буковины и Баната.
Наблюдая за успехом Брусиловского прорыва, который в Бухаресте был воспринят как знак скорого развала австро-венгерской армии, Румыния решилась вступить в войну, выторговав для себя гарантии союзников на обретение в случае победы не только этнических румынских территорий, но и земель, населённых русинами и славянами, венграми (по реке Тисе) и сербами (Западный Банат). 14 (27 августа) 1916 года правительство Ионела Брэтиану объявило войну Австро-Венгрии. Значительную политическую роль при вовлечении Румынии в войну сыграла Франция — прежде всего, главнокомандующий Жак Жозеф Жоффр, который выступил за принятие Румынии в Антанту. Такую же позицию занимало и русское правительство.
Однако в военных кругах России попытки заполучить Румынию в качестве нового союзника вызывали неоднозначную реакцию. Начальник штаба Ставки Верховного главнокомандующего генерал М. В. Алексеев решительно сопротивлялся её вступлению в войну, считая румынскую армию небоеспособной. Кроме того, нейтралитет Румынии создавал буферную зону между югом России и армиями Центральных держав. В случае их победы на новом театре военных действий возникала угроза для южных российских территорий.
Подобного мнения придерживался 
и российский император Николай II. Согласно протоколу допроса адмирала А. В. Колчака Иркутской ГубЧК от 23 января 1920 года, при его утверждении на должность командующего Черноморским флотом он получил целый ряд указаний от государя: «Тут ещё было прибавлено государем: «Я совершенно не сочувствую при настоящем положении выступлению Румынии: я боюсь, что это будет невыгодное предприятие, которое только удлинит наш фронт, но на этом настаивает Французское союзное командование; оно требует, чтобы Румыния во что бы то ни стало выступила. Они послали в Румынию специальную миссию, боевые припасы, и приходится уступать давлению союзного командования».

## Силы сторон

### Румыния
Оптимистический настрой многих политических и военных деятелей относительно вступления в войну Румынии на фоне реального состояния армии короля Фердинанда I был ничем не оправдан. Хотя её численность достигала 650 тысяч, эта цифра едва ли отражала реальную боеспособность. Состояние инфраструктуры было крайне низким, и треть армии была вынуждена нести службу в тылу, чтобы обеспечить хоть какое-то снабжение боевых частей. Таким образом, Румыния смогла направить на фронт всего 23 дивизии. При этом в стране практически отсутствовала железнодорожная сеть, и система снабжения переставала функционировать уже в нескольких километрах вглубь территории противника. Вооружение и оснащение румынской армии было устаревшим, а уровень боевой подготовки — низким. Армия располагала всего лишь 1300 артиллерийскими орудиями, из которых лишь половина отвечала требованиям времени. Географическое положение ещё более усугубляло стратегическую ситуацию. Ни Карпаты на северо-западе, ни Дунай на юге не предоставляли достаточной естественной защиты от возможного вторжения противника. А самая богатая провинция страны, Валахия, непосредственно граничила с Австро-Венгрией на севере и Болгарией на юге и, таким образом, была уязвима перед нападением Центральных держав с двух сторон.

### Россия
Для спасения союзника был сформирован Румынский фронт, который состоял из 35 пехотных дивизий и 13 кавалерийских дивизий – или почти 25% российских вооруженных сил.

### Другие страны Антанты
Франция направила в Румынию военную миссию, которая прибыла осенью 1916 года, в чрезвычайно трудный момент для Румынии, две трети которой были завоеваны Центральными державами. Возглавляемая генералом Анри Бертло, эта миссия была направлена на восстановление морального духа румынских войск и подготовку новых румынских дивизий, оснащенных вооружением, поставленным Антантой. Наряду с военной миссией существовала и французская медицинская миссия. Также военные миссии направили Италия, Великобритания, США. Япония направила военную делегацию, которая наградила Еремия Григореску мечом императором Японии. Японский офицер-наблюдатель Кимура Тикаёси участвовал в сражениях и командовал русскими войсками, также на фронте находились и другие японские офицеры.

## Боевые действия в 1916 году

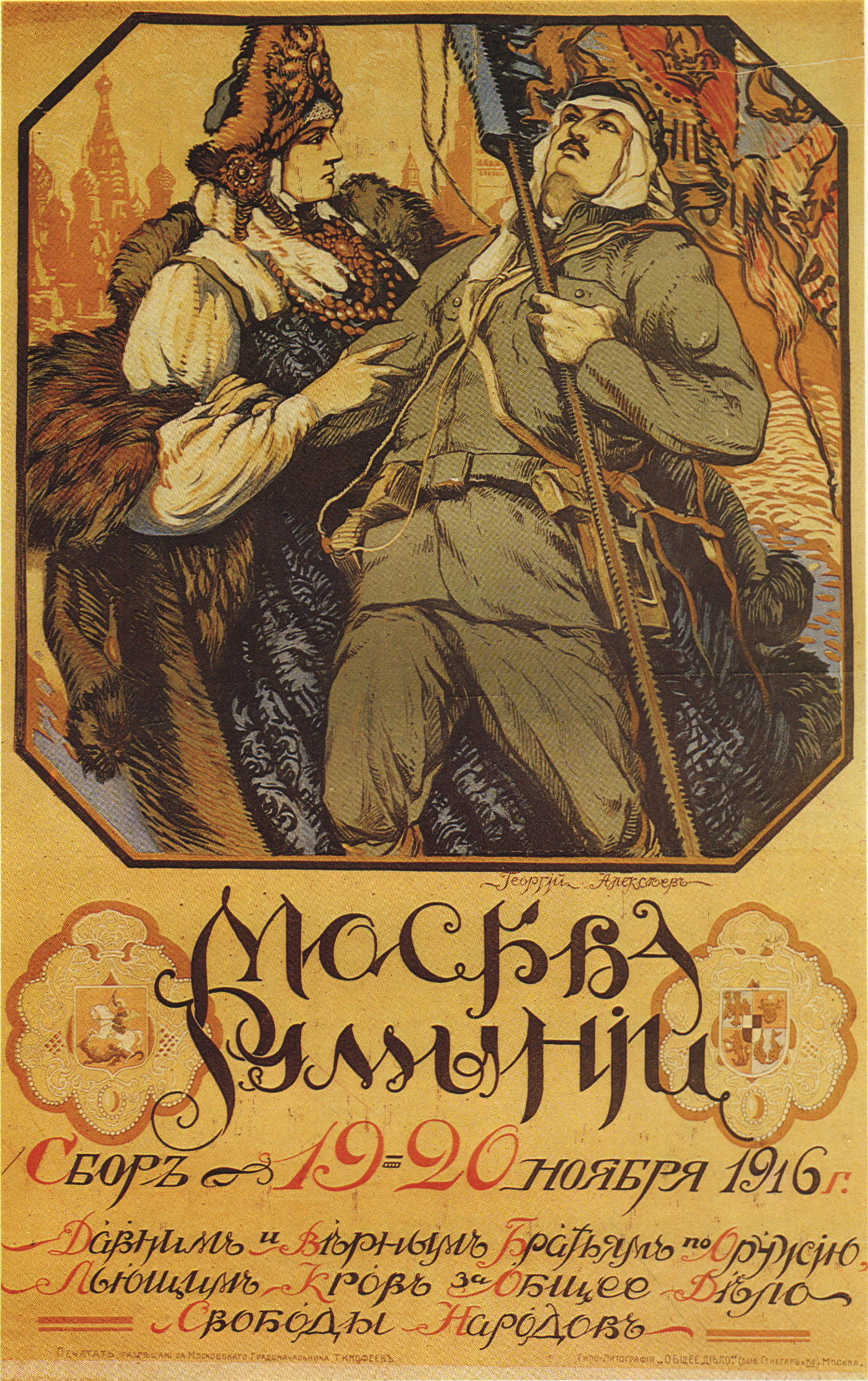
Российский плакат «Москва — Румынии», реклама патриотического концерта в поддержку румынов

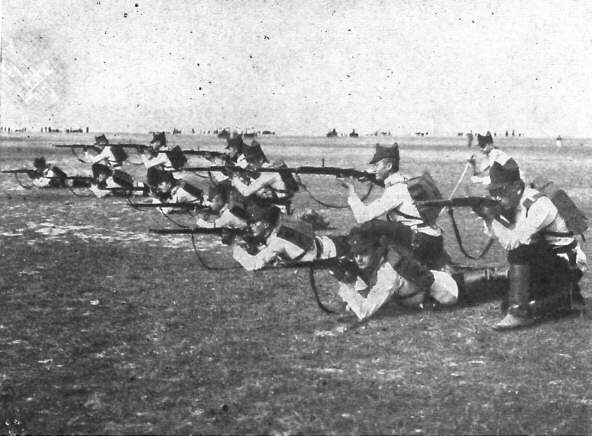
Учения румынской армии

В ночь на 27 августа 1916 года три румынские армии (Первая, Вторая и Северная армия), развернутые в соответствии с планом румынской кампании (Гипотеза Z), начали вторжение в Трансильванию через Карпаты. В ту же ночь три торпедных катера атаковали австро-венгерскую Дунайскую флотилию в болгарском порту Русе, потопив одну баржу, груженную топливом, и повредив причал порта.
2-я армия под командованием генерала Григорэ Крайничану и 4-я армия генерала Презана в Трансильвании продвинулась местами на 80 км. Наступающая 400-тысячная румынская группировка располагала десятикратным численным перевесом над 1-й австрийской армией Арца фон Штрауссенбурга. За короткое время румынами были захвачены города Брашов, Фэгэраш и Меркуря-Чук, а также достигнуты окраины Сибиу. Дороги на занятых территориях были крайне плохими, что стало главной проблемой снабжения наступающих войск. Румыны из-за проблем с тыловым обеспечением даже не попытались захватить Сибиу, несмотря на крайне немногочисленный его австро-венгерский гарнизон. Опасаясь новых проблем со снабжением и перспективы подхода германских войск, оба румынских генерала приостановили все наступательные действия. Таким образом, румынская армия уже в начале сентября 1916 года завязла почти на исходных позициях, находясь на периферии сравнительно малозначимой венгерской провинции, выжидая дальнейших событий и отдав инициативу армиям Центральных держав.

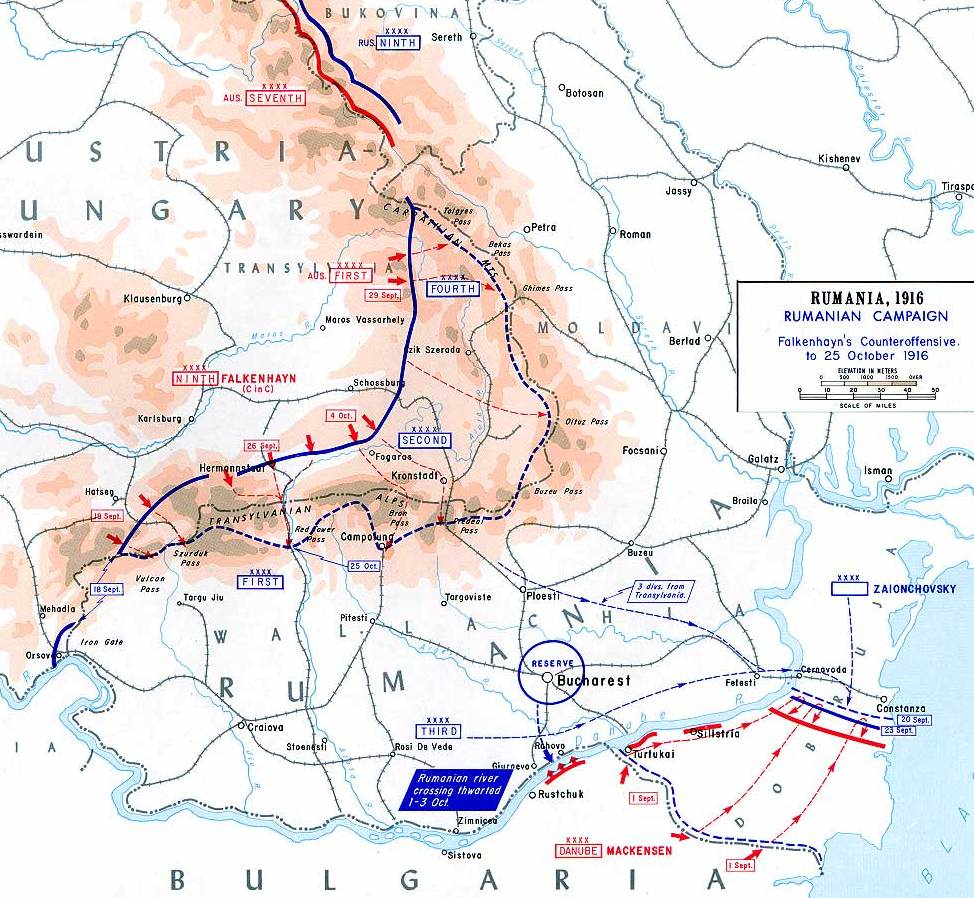
Контрнаступление австрийцев и немцев

Тем временем штаб Ставки Верховного главнокомандующего русской армии направил в помощь румынам 50-тысячную группировку под командованием генерала А. М. Зайончковского. Зайончковский неоднократно жаловался начальнику штаба Ставки генералу Алексееву, что выделенных ему сил недостаточно для выполнения поставленной задачи. Однако Алексеев полагал, что лучше сдать бо́льшую часть Румынии, чем ослаблять другие участки фронта. Что касается западных союзников, то их помощь на протяжении всей кампании заключалась в направлении в Румынию военных миссий, состоявших из нескольких высших офицеров.
Бездействие румынской армии и её союзников привело к сокрушительному поражению. 1-я австрийская армия Штрауссенбурга и 9-я немецкая армия Фалькенхайна с лёгкостью вытеснили противника из Трансильвании, сбили с перевалов южных Карпат румынские войска и двинулись с севера и запада на столицу Румынии, в то время как объединённые немецко-болгарско-австрийские войска под командованием Макензена начали наступление на Бухарест с южной стороны. Это стратегическое наступление сопровождалось отвлекающими действиями 3-й болгарской армии генерала Тошева вдоль побережья Чёрного моря в сторону Добруджи.

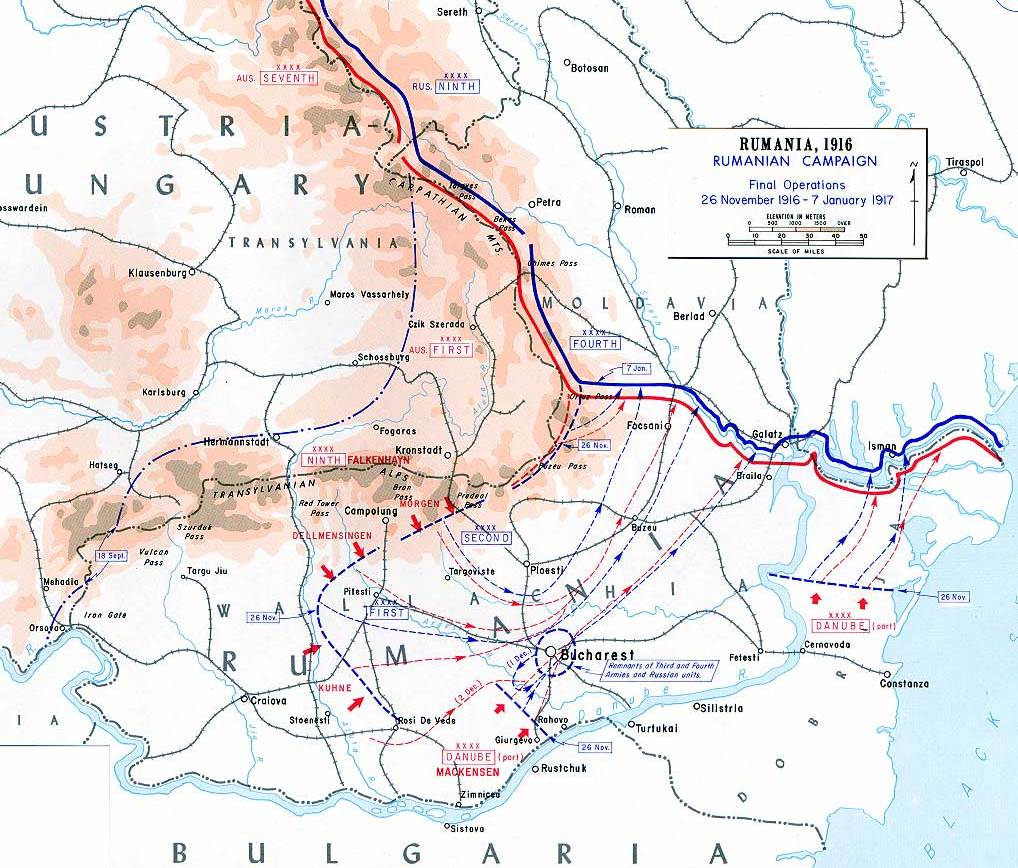
Фронт после окончания румынской кампании

Румынское командование рассчитывало, что русские войска отразят болгарское вторжение в Добруджу и перейдут в контрнаступление, и на защиту Бухареста были выделены 15 румынских дивизий под командованием Авереску. Однако румынско-русское контрнаступление, начавшееся 15 сентября, закончилось провалом. Болгарская армия оказалась очень мотивированной, сражаясь на территории, населенной болгарами. Несмотря на то, что румынам удалось форсировать Дунай и таким образом вступить в Болгарию, операция была остановлена из-за безуспешного наступления на фронте в Добрудже. Русские силы были малочисленны и, за исключением сербского батальона, недостаточно мотивированы. В результате отвлекающие действия болгарских войск обернулись непредвиденным стратегическим успехом. Русско-румынские войска были отброшены на 100 км на север, а к концу октября болгары сумели овладеть Констанцей и Чернаводой, изолировав таким образом Бухарест с левого фланга. В это же время австрийские войска вернули себе полностью Трансильванию и готовились к броску на румынскую столицу. 23 октября Август фон Макензен нанёс главный удар, форсировав Дунай. Румыны, вынужденные обороняться сразу на трёх направлениях, не смогли оказать какого-либо существенного сопротивления. 29 ноября началось наступление на Бухарест.
В ходе обороны столицы страны французский генерал Бертло, направленный главнокомандующим Жозефом Жоффром, попытался организовать контрудар с фланга, подобный тому, который спас Париж во время битвы на Марне в 1914 году. Энергичный союзник истратил последние резервы румынской армии, не сумев оказать Центральным державам какого-либо серьёзного сопротивления. Важное значение имело Бухарестское сражение. 6 декабря 1916 года Макензен вошёл в Бухарест. Остатки румынских войск отступили в провинцию Молдову, потеряв при этом ещё восемь из 22 уцелевших дивизий. Перед лицом катастрофы генерал Алексеев направил подкрепления, чтобы помешать наступлению Макензена на юго-запад России.

## Боевые действия в 1917 году
Пришедшие на помощь румынской армии русские войска остановили в декабре 1916 года — январе 1917 года австро-германские войска на реке Сирет. Болгарские армии заняли участок фронта у гирла Дуная. 
Вступление Румынии в войну не улучшило ситуацию для Антанты. Был создан Румынский фронт русской армии, в который вошли Дунайская армия, 6-я армия из Петрограда, 4-я армия из состава Западного фронта и 9-я армия из состава Юго-Западного фронта, а также остатки румынских войск. Румыния потеряла в сражениях 1916 года 60% территории и 250 тысяч человек убитыми, ранеными и пленными. Для поднятия морального духа солдат, в основном бывших крестьян, была возобновлена законодательная деятельность по завершении аграрной и избирательной реформ. Парламентом были приняты соответствующие конституционные поправки, а король Фердинанд I лично пообещал солдатам-крестьянам землю и право голоса после окончания войны. 
К весне 1917 года румынская армия под руководством генерала Авереску смогла реорганизоваться в районе к востоку от Фокшан. Для восполнения утраченных военных поставок Антанта поставила из Западной Европы 150 000 винтовок, 2 000 пулеметов, 355 пушек и 1,3 миллиона гранат. Французская военная миссия под руководством генерала А. Бертло руководила реорганизацией румынской армии по французскому образцу. Армия Авереску снова насчитывала 400 000 человек и была реорганизована в пять корпусов с 15 пехотными и двумя кавалерийскими дивизиями. Русские 4-я и 6-я армии (с недавно развернутыми 32 пехотными и 8 кавалерийскими дивизиями) были введены для поддержки обоих флангов румынской армии.
К лету 1917 года румынская армия была уже значительно лучше обучена и оснащена, чем в 1916 году, к чему добавилась решимость в войсках не упустить «последний шанс» для сохранения румынской государственности. Активные боевые действия были возобновлены в июле во время задуманного российским Временным правительством Июньского наступления. В битве у Мэрэшти (началась 22 июля) румынской армии под командованием генерала А. Авереску удалось освободить около 500 км² территории.
Ответное контрнаступление австро-германских войск под командованием генерала фон Эбена удалось остановить в битве при Мэрэшешти. Считается, что проявленный там героизм румынских солдат фактически спас Румынию от вывода из войны, тем более что русские части в этих военных действиях были довольно пассивны из-за всё усиливавшегося разложения русской армии. К 8 сентября фронт окончательно стабилизировался, и это были последние активные боевые действия на Восточном фронте в 1917 году.
Бои июля-августа обошлись германцам в 47 000 человек. Потери румынских войск — 27 500, а русских — 25 000 человек.

## Последствия

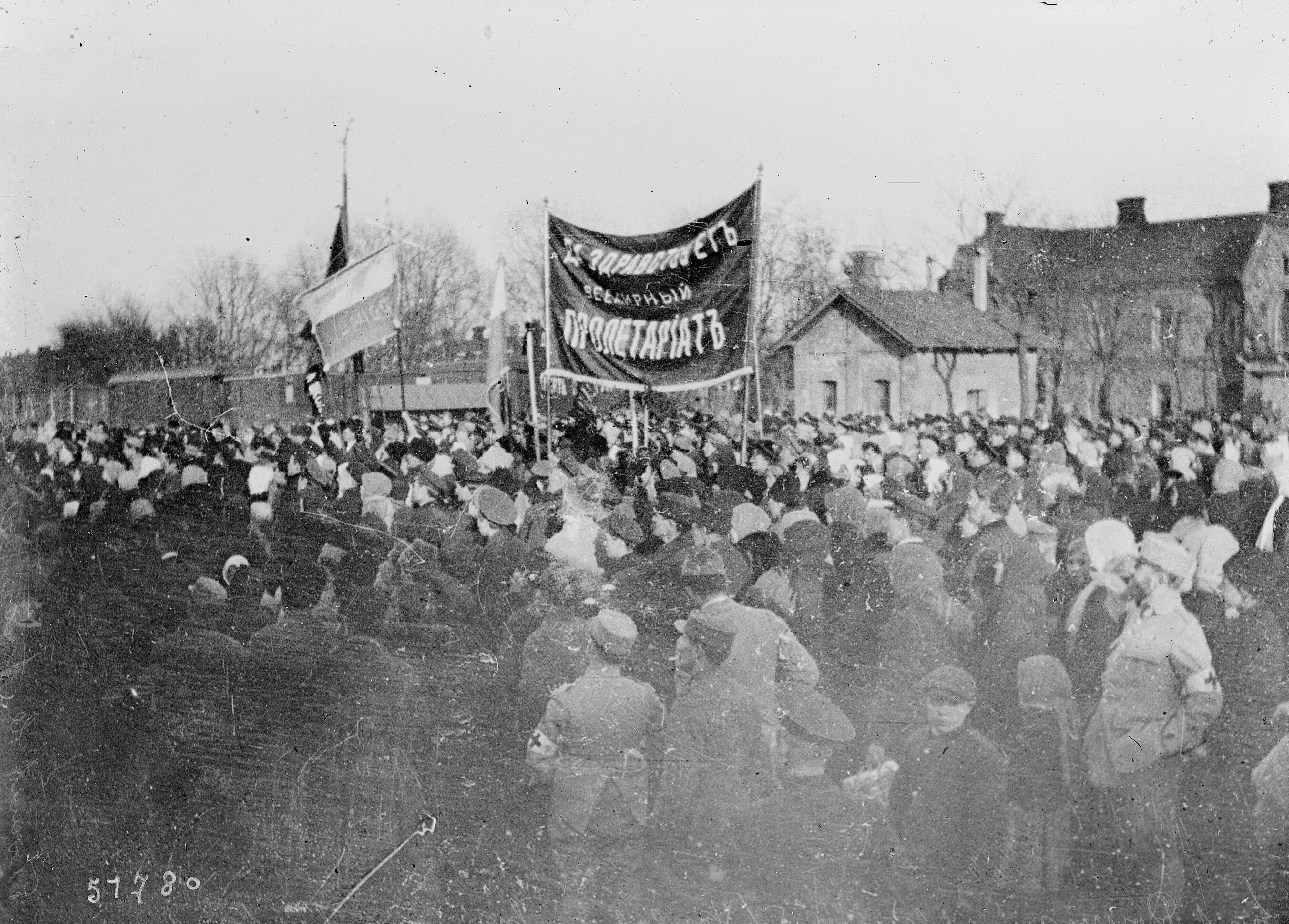
Демонстрация большевиков перед поездом с французской миссией в Румынии, предположительно между октябрём и декабрём 1917 года.

После Октябрьской революции Россия вышла из войны, и Румыния оказалась окружена со всех сторон войсками Центральных держав. Поэтому в конце года правительство Румынии пошло на заключение перемирия (подписано в Фокшанах 26 ноября/9 декабря 1917 года). А после Брестского мира, после которого Россия окончательно вышла из войны, военная ситуация для Румынии стала настолько безнадёжной, что она вынуждена начать переговоры о сепаратном мире, который и был заключён 24 апреля/7 мая 1918 года (Бухарестский мирный договор). 
На заключительном этапе Первой мировой войны Румыния, ранее вынужденно заключившая сепаратный мир с Германией, 10 ноября 1918 года вновь объявила войну Центральным державам, чтобы после их скорого поражения оказаться в лагере победившей Антанты и добиться отмены территориальных уступок по Бухарестскому договору. В результате все потерянные Румынией по этому соглашению территории были ей возвращены, вдобавок Румыния завладела Трансильванией и Бессарабией.